# NagiosGrapher
NagiosGrapher ist eine als Open-Source-Software veröffentlichte Erweiterung zur Monitoring-Software Nagios, die aus Nagios Performancedaten automatisch Performance-Graphen erstellt und diese automatisiert in die Nagios Weboberfläche einbindet.

## Funktionsweise
Nagios Check-Plugins liefern als Resultat eines Überwachungsvorgangs, neben dem Überwachungsergebnis eine Zeichenkette als weitergehende Information mit. NagiosGrapher extrahiert, unter Zuhilfenahme vordefinierter regulärer Ausdrücke daraus numerische Performancedaten und speichert diese in einer RRD-Datenbank ab. Über ein integriertes Webinterface können die Performance-Daten später in ihrem zeitlichen Verlauf graphisch angezeigt werden. NagiosGrapher erzeugt dazu eine Nagios Konfigurationsanweisung, die jeden Graphen innerhalb des normalen Nagios-Webinterface verlinkt, so dass er direkt aus der Service-Detail-Ansicht von Nagios aufgerufen werden kann.

## Merkmale
NagiosGrapher verwendet die Standardschnittstellen von Nagios und integriert sich vollautomatisch in die Nagios Weboberfläche. Neu in Nagios erfasste Host- und Service-Objekte werden vom NagiosGrapher automatisch erkannt und konfiguriert, so dass keine Anpassungen in Nagios selbst erforderlich sind. Neben der Speicherung der Performance-Daten in einer RRD Datenbank kann NagiosGrapher alle Daten zusätzlich in einer SQL Datenbank ablegen, damit sie nicht der automatischen Konsolidierung der RRD-Datenbank unterliegen. Ein Hook-Mechanismus in NagiosGrapher erlaubt es, die Software einfach um neue Features zu erweitern.